# インファント島
インファント島（インファントとう）は、映画『モスラ』などに登場する架空の島。

## 概要
各作品とも、太平洋上の南洋諸島に存在する島で、そこに怪獣モスラが生息するという設定で共通する。
『モスラ』（1961年）の公開以降、ゴジラシリーズや1960年代の東宝特撮作品ではインファント島以外にも南海の孤島が多く登場している。これらは、南海のユートピアというイメージのほか、人間社会から離れた文明批判の象徴や異形の存在のひしめく場所としても描かれている。
『モスラ』をはじめとする東宝特撮映画の脚本を多く手掛けた関沢新一は、『空の大怪獣 ラドン』や『大怪獣バラン』など山中から怪獣が出現する作品が暗い雰囲気であったのに対し、ファンタジックで華やかな南の島は自身のネアカな性格に合っていたと述べており、自身が太平洋戦争中に訪れた南方や自身が愛好するムー大陸などの雰囲気などを反映している。一方、舞台設定は思いつきで浮かぶことが多いといい、具体的な位置などを示さず「南海の孤島」という漠然としたイメージに留めることで、お伽話における「昔々」や「あるところ」などのようなストーリーを展開させるための雰囲気作りを目的としていたことも語っている。
インファント（infant）は、英語で「幼児」「子供」「原始」「無言」などを意味する。

## 登場作品
公開順。
- モスラ（1961年）
- モスラ対ゴジラ（1964年）
- 三大怪獣 地球最大の決戦（1964年）
- ゴジラ・エビラ・モスラ 南海の大決闘（1967年）
- ゴジラvsモスラ（1992年）
- モスラ（1996年）
- モスラ2 海底の大決戦（1997年）
- モスラ3 キングギドラ来襲（1998年）
- ゴジラ FINAL WARS（2004年）

『ゴジラ×モスラ×メカゴジラ 東京SOS』（2003年）では『モスラ』のライブラリー映像が使用されている。

## 各作品でのインファント島
『モスラ』
カロリン諸島ミクロネシア南部の孤島という設定。「ロリシカ国」の委任統治下で長い間無人島と認識されており、付近の海域が原水爆の核実験場として使用され、放射能による汚染地帯となっていたが、実際には住民が住んでいた。発見のきっかけは、嵐による難破でロリシカの水爆実験海域に入り込んでしまった日本の商船員たちに、放射能障害が見られなかったことである。商船員たちの話によると、島民に飲まされた赤いジュースのおかげだという。それがきっかけで調査隊が派遣され、小美人や島民が発見された。島の密林地帯には動くツタのような吸血植物が生えているほか、同じく島の洞窟に生息している巨大な赤いカビをすり潰し、短期間に耐性が身に付き、放射能から身を守る赤いジュースを作っている。
- 島の全景は、昭和期の作品では島倉二千六によるイラスト（マットアート）で表現された。海の部分は、撮影所のプールで撮影した水を合成している。

昭和ゴジラシリーズ
『モスラ対ゴジラ』では緑が極端に減少し、小美人が「聖なる泉（みどりの泉）」と呼ぶ唯一の水源である場所にだけ残っているに過ぎない。これは、ロリシカ国がこの海域で原水爆実験を続けたためで、海岸には動物の白骨（怪骨）が散乱し、島民は赤いジュースを全身に塗って行動しなければならないほど、環境が悪化している。島民は「悪魔の火」（=水爆）を憎んでおり、島外から来る者に敵意を持っている。
『三大怪獣 地球最大の決戦』ではテレビ中継が行われるなど、日本では有名な存在になっており、現在では一応の平和を取り戻しているため、「平和の島」と呼ばれている。また、同作ではキングギドラに蹂躙されていく日本の危機に際し、小美人によってモスラ幼虫が日本へ召喚され、富士山麓に到着している。
『ゴジラ・エビラ・モスラ 南海の大決闘』では島の自然が回復している。同作の主な舞台であるレッチ島とは距離が近く、島民がレッチ島に基地を持つ赤イ竹の軍隊に拉致されていたが、この情報を知ったモスラ成虫が救出に飛び立った。
- 『モスゴジ』の脚本第1稿では、一面緑の地と描写されていたが、第2稿で核実験の影響を受けた設定に改められた。
- 『三大怪獣』では、モスラが旅立つシーンの海岸セットが東宝撮影所大プールに組まれた。

『ゴジラvsモスラ』
世界観を一新した『ゴジラvsモスラ』ではインドネシア諸島（ジャワ海）に位置する、さほど大きくない孤島という設定。全島が日本の「丸友観光」の所有地になっており、同社のリゾート地開発と隕石によって引き起こされた異常気象の影響で、島の森林が大きく荒れてしまっている。モスラと1万2千年前に栄えた一族・コスモスが生息しており、島内にはコスモスの高度な文明とその大陸の痕跡があり、モスラとバトラらしき壁画が描かれている。
- 全景はタヒチ島の山の写真を加工して海と合成している。
- 本編の撮影は奄美大島で行われた。助監督の手塚昌明によれば、船のロケハンを行ったスタッフが船内に貼ってあった奄美大島のポスターを見て同島に決定した。吊り橋のシーンのみ福島県でロケを行い、橋が崩れる描写はミニチュアや東宝スタジオ小プールでの映像を組み合わせている。モスラの卵を発見するシーンは、稲城市の造成地に卵の実物大セットを組んで撮影している。
- 洞窟内の遺跡は本編セットで撮影された。特撮班でも破李拳竜や吉田穣らによりイメージデザインが描かれており、破李拳によるものは脚本決定稿の表紙に用いられたほか、本編美術も壁画の参考にしている。
- 丸友観光の安藤健二が持っていた地図は、装飾班が市販の地図を切り貼りして作成した。この地図は、2024年の時点で現存が確認されている。

平成モスラシリーズ
世界観が別になる平成モスラシリーズでは島の種族エリアス以外の住人は存在せず、彼らに不似合いなほどの祭壇などの大きさから、過去に島民が存在していたことを暗示するにとどまっている。また、宝物殿なども存在し、作中で重要な役割を示す「エリアスの盾」のメダルなどが納められている。正確な位置は不明だが、幼虫は一晩で北海道へ到着している。
- 全景はマットアートをデジタル合成している。
- 第1作での火口の中に泉や花畑があるというイメージを発展させ、地球空洞説のように外界から隔離された世界をイメージしている。泉の周りに咲く花には造花を用いており、エリアスの衣装に合わせた派手な色彩としている。
- 『モスラ3 キングギドラ来襲』では、タイムトラベルを象徴する存在として日時計が登場しているが、監督の米田興弘はインファント島が赤道直下ならば描写としてはおかしいものであることを承知のうえで制作したとの旨を述べている。

『ゴジラ FINAL WARS』
南海の孤島だが、正確な位置は不明。科学文明科学文明には毒されておらず、1万2千年前のモスラとガイガンの戦いが壁画に描かれている。
- 脚本を担当した三村渉は、当初は過去の戦いをムー大陸の滅亡と絡めて考えていたが、不採用となった。
- 祭壇の撮影は東宝ですべてを賄えなくなったため、日活の撮影所に撮影用ステージが設営された。監督の北村龍平はオーストラリアのアボリジニの壁面をイメージしており、その雰囲気を出すために発泡ウレタンで作っている。

## 島民
昭和の作品のみ登場。モスラを守護神として崇めており、伝承や神話を独自の文字で石碑に残している。歌や舞踊を好むが、生殖の舞いなど呪術的な儀式としても歌舞を行う。言語体系はポリネシア諸語との共通点が多い。少なくとも族長や一部の島民が日本語を解する（小美人はテレパシーで会話し、日本語を会得した）。
基本的に争いを好まない性格。『モスラ』では調査隊やネルソン一行に対して太鼓や石を叩いて威嚇したが、総じて無抵抗であり、ネルソン一行がマシンガンを乱射しても一方的に虐殺されるがままであった。『モスラ対ゴジラ』では核実験に怒ってよそ者を嫌っていたものの、訪ねて来た主人公一行に放射能への耐性をつける赤いジュースを出してくれたりはしている。『ゴジラ・エビラ・モスラ 南海の大決闘』では秘密結社「赤イ竹」によって数人がレッチ島に拉致され、エビラよけの黄色い汁を強制的に作らされていた。
劇中設定における人口の推移は不明だが、画面に出てくる島民はモブを含めて後の作品になるほど少人数になっていく。
平成モスラシリーズではインファント島の存在について語られることはないが、モスラの神殿を建造したのは、かつて存在した島民であるとされている。『モスラ3』では、島民が遺した宝物殿が登場している。
- 『モスラ』の監督を務めた本多猪四郎は、島民の踊りは生殖をイメージしており、振付師に生命の原点を表現することを発注していた[36]。
- 『ゴジラvsモスラ』の脚本を手掛けた大森一樹は、過去の作品のようなモブの島民を撮影することは難しかったことから、小美人であるコスモス自体が先住民族であるという設定としたことを述べている[37]。
- 『モスラ』（1996年版）および『モスラ3』の監督を務めた米田興弘は、インファント島をきちんと描いていないからエリアスがわかりにくいという意見があるとしつつも、モスラの巫女的存在を描くのに島民を登場させる必要性はないとの考えを述べている[30]。

## モスラの故郷の宣言
1996年12月の『モスラ』公開に合わせ、まったく無関係の沖縄県八重山郡竹富町が町おこしのために東宝や日本旅行とタイアップし、同年11月16日には竹富町長により「モスラの故郷は竹富町の島である」との宣言が行われた。また、同日には小浜島で試写会も開催された。ただし、この映画のインファント島を想定したシーンのロケが竹富町で行われたわけではなく、実際は鹿児島県の奄美大島などで行なわれた。
なお、1997年12月公開の『モスラ2 海底の大決戦』では、石垣島や竹富町内の竹富島でロケが行われている。ただし、モスラの故郷あるいはインファント島としてのロケではない。